# 藤菊
藤菊（学名：Cissampelopsis volubilis）为菊科菊藤属的植物。分布在中南半岛、缅甸、泰国、印度北部以及中国大陆的广西、广东、贵州、云南等地，生长于海拔780米至2,000米的地区，多生于林中乔木和灌木上，目前尚未由人工引种栽培。

## 别名
滇南千里光（图鉴）

## 异名
- Senecio hoi Dunn